# Faro de Helsinki
El Faro de Helsinki (finlandés: Helsingin majakka ; también conocido comúnmente como Helsingin kasuuni  - sueco: Helsingfors fyra ; Helsingfors kassun) es un faro de tipo caisson ubicado en el Golfo de Finlandia, a 22 kilómetros al sur de Helsinki.
La construcción del faro comenzó en el astillero de Suomenlinna en mayo de 1958, y en agosto del mismo año la estructura fue remolcada a su ubicación actual y se dejó caer para descansar en el lecho marino a 13 metros de profundidad. Se llevaron a cabo más trabajos al año siguiente y fue inaugurado oficialmente en septiembre de 1959.
La torre tiene ocho plantas, generadores solares de un total de 40W  y salas técnicas y de control así como el alojamiento para el operador en la zona inferior. En 1984, se agregó un helipuerto en la parte superior de la torre.
El faro está automatizado y es operado desde un centro de control en la isla de Harmaja.
Hay una estación meteorológica del Instituto Meteorológico Finlandés en el faro.